# 傑羅尼莫莊園 (亞利桑那州)
傑羅尼莫莊園（英語：Geronimo Estates）是位於美國亞利桑那州希拉縣的一個人口普查指定地區。根據2010年美國人口普查，該地共人口500人，而該地的面積約為3.43平方千米。

## 地理
傑羅尼莫莊園的座標為34°22′10″N 111°21′42″W / 34.36944°N 111.36167°W，而該地最高點為海拔高度1626米（即5334英尺）。